# Straßenradsport-Weltmeisterschaften/Straßenrennen der Amateure
Das Straßenrennen der Amateure war ein Wettbewerb bei den Straßenradsport-Weltmeisterschaften. Erstmals ausgetragen wurde es 1921 im Rahmen der Bahn-Weltmeisterschaften, und zwar als Ersatz für das Steherrennen über 100 Kilometer. Es war damit der erste Wettbewerb im Straßenradsport überhaupt, in dem Weltmeisterschaften ausgerichtet wurden.
1927 wurde das WM-Programm um ein Rennen für Berufsfahrer ergänzt. Die beiden Wettbewerbe existierten fast 70 Jahre lang nebeneinander, wobei die Amateure eine kürzere Distanz zu fahren hatten. Das Amateur-Rennen wurde hauptsächlich von Nachwuchstalenten bestritten, die sich so für einen Profi-Vertrag empfehlen konnten, sowie ab den 1950er Jahren von den Staatsamateuren des Ostblocks. Im Westen genoss naturgemäß das Profi-Rennen das höhere Prestige, im Osten das Amateur-Rennen. Mit dem Ende des Ostblocks und der Aufhebung der Amateur-Regeln bei Olympischen Spielen wurde das Amateur-Rennen obsolet; an seiner Stelle führte die UCI die Kategorie der Männer U23 ein.
Da das Amateur-Rennen auch olympische Disziplin war, gab es in olympischen Jahren zwischen 1972 und 1992 keinen solchen Wettbewerb bei der WM. Außerdem entfiel es zwischen 1939 und 1945 aufgrund des Zweiten Weltkriegs. In den Anfangsjahren wurde im Amateur-Rennen auch eine Mannschaftswertung ermittelt, in die die Ergebnisse der besten Fahrer jeder Mannschaft eingingen.

## Palmarès
| Jahr      | Austragungsort                        | Gold                                  | Silber                                | Bronze                                |
| --------- | ------------------------------------- | ------------------------------------- | ------------------------------------- | ------------------------------------- |
| 1921      | Kopenhagen                            | Gunnar Sköld                          | Willum Nielsen                        | Charlie Davey                         |
| 1922      | Liverpool                             | Dave Marsh                            | William Burkill                       | Charlie Davey                         |
| 1923      | Zürich                                | Libero Ferrario                       | Othmar Eichenberger                   | Georges Antenen                       |
| 1924      | Paris                                 | André Leducq                          | Otto Lehner                           | Armand Blanchonnet                    |
| 1925      | Apeldoorn                             | Henri Hoevenaers                      | Marc Bocher                           | Gerrit van den Berg                   |
| 1926      | Mailand                               | Octave Dayen                          | Jules Merviel                         | Piero Polano                          |
| 1927      | Nürburgring                           | Jean Aerts                            | Rudolf Wolke                          | Michele Orecchia                      |
| 1928      | Budapest                              | Allegro Grandi                        | Michele Mara                          | Jean Aerts                            |
| 1929      | Zürich                                | Pierino Bertolazzo                    | Remo Bertoni                          | René Brossy                           |
| 1930      | Lüttich                               | Giuseppe Martano                      | Eugenio Gestri                        | Rudolf Risch                          |
| 1931      | Kopenhagen                            | Henry Hansen                          | Giuseppe Olmo                         | Leo Nielsen                           |
| 1932      | Rom                                   | Giuseppe Martano                      | Paul Egli                             | Paul Chocque                          |
| 1933      | Montlhéry                             | Paul Egli                             | Kurt Stettler                         | Joseph Lowagie                        |
| 1934      | Leipzig                               | Kees Pellenaars                       | André Deforge                         | Paul-Émile André                      |
| 1935      | Floreffe                              | Ivo Mancini                           | Robert Charpentier                    | Werner Grundahl                       |
| 1936      | Bern                                  | Edgar Buchwalder                      | Gottlieb Weber                        | Pierino Favalli                       |
| 1937      | Kopenhagen                            | Adolfo Leoni                          | Frode Sørensen                        | Fritz Scheller                        |
| 1938      | Valkenburg                            | Hans Knecht                           | Josef Wagner                          | Joop Demmenie                         |
| 1939–1945 | 1939–1945                             | nicht ausgetragen (Zweiter Weltkrieg) | nicht ausgetragen (Zweiter Weltkrieg) | nicht ausgetragen (Zweiter Weltkrieg) |
| 1946      | Zürich                                | Henri Aubry                           | Ernst Stettler                        | Henri Van Kerckhove                   |
| 1947      | Reims                                 | Alfo Ferrari                          | Silvio Pedroni                        | Gerard van Beek                       |
| 1948      | Valkenburg                            | Harry Snell                           | Liévin Lerno                          | Olle Wänlund                          |
| 1949      | Kopenhagen                            | Henk Faanhof                          | Henri Kass                            | Hubert Vinken                         |
| 1950      | Moorslede                             | Jack Hoobin                           | Robert Varnajo                        | Alfo Ferrari                          |
| 1951      | Varese                                | Gianni Ghidini                        | Rino Benedetti                        | Jan Plantaz                           |
| 1952      | Luxemburg                             | Luciano Ciancola                      | André Noyelle                         | Roger Ludwig                          |
| 1953      | Lugano                                | Riccardo Filippi                      | Gastone Nencini                       | Rik Van Looy                          |
| 1954      | Solingen                              | Emiel Van Cauter                      | Hans Andresen                         | Martin van der Borgh                  |
| 1955      | Frascati                              | Sante Ranucci                         | Lino Grassi                           | Dino Bruni                            |
| 1956      | Ballerup                              | Frans Mahn                            | Norbert Verougstraete                 | Jan Buis                              |
| 1957      | Waregem                               | Louis Proost                          | Arnaldo Pambianco                     | Schalk Verhoef                        |
| 1958      | Reims                                 | Gustav Adolf Schur                    | Valère Paulissen                      | Henri De Wolf                         |
| 1959      | Zandvoort                             | Gustav Adolf Schur                    | Bastiaan Maliepaard                   | Constant Goossens                     |
| 1960      | Sachsenring                           | Bernhard Eckstein                     | Gustav Adolf Schur                    | Willy Vanden Berghen                  |
| 1961      | Bern                                  | Jean Jourden                          | Henri Belena                          | Jacques Gestraud                      |
| 1962      | Salò                                  | Renato Bongioni                       | Ole Ritter                            | Arie den Hartog                       |
| 1963      | Ronse                                 | Flaviano Vicentini                    | Francis Bazire                        | Winfried Bölke                        |
| 1964      | Sallanches                            | Eddy Merckx                           | Willy Planckaert                      | Gösta Pettersson                      |
| 1965      | Lasarte                               | Jacques Botherel                      | José Manuel Lasa                      | Battista Monti                        |
| 1966      | Nürburgring                           | Evert Dolman                          | Leslie West                           | Willy Skibby                          |
| 1967      | Heerlen                               | Graham Webb                           | Claude Guyot                          | René Pijnen                           |
| 1968      | Montevideo                            | Vittorio Marcelli                     | Luis Carlos Florès                    | Erik Pettersson                       |
| 1969      | Brünn                                 | Leif Mortensen                        | Jean-Pierre Monseré                   | Gustaaf Van Roosbroeck                |
| 1970      | Leicester                             | Jørgen Schmidt                        | Ludo Van Der Linden                   | Tony Gakens                           |
| 1971      | Mendrisio                             | Régis Ovion                           | Freddy Maertens                       | José Luis Viejo                       |
| 1972      | nicht ausgetragen (Olympische Spiele) | nicht ausgetragen (Olympische Spiele) | nicht ausgetragen (Olympische Spiele) | nicht ausgetragen (Olympische Spiele) |
| 1973      | Montjuich                             | Ryszard Szurkowski                    | Stanisław Szozda                      | Bernard Bourreau                      |
| 1974      | Montréal                              | Janusz Kowalski                       | Ryszard Szurkowski                    | Michel Kuhn                           |
| 1975      | Mettet                                | André Gevers                          | Sven-Åke Nilsson                      | Roberto Ceruti                        |
| 1976      | nicht ausgetragen (Olympische Spiele) | nicht ausgetragen (Olympische Spiele) | nicht ausgetragen (Olympische Spiele) | nicht ausgetragen (Olympische Spiele) |
| 1977      | San Cristóbal                         | Claudio Corti                         | Sergei Morosow                        | Salvatore Maccali                     |
| 1978      | Nürburgring                           | Gilbert Glaus                         | Krzysztof Sujka                       | Stefan Mutter                         |
| 1979      | Valkenburg                            | Gianni Giacomini                      | Jan Jankiewicz                        | Bernd Drogan                          |
| 1980      | nicht ausgetragen (Olympische Spiele) | nicht ausgetragen (Olympische Spiele) | nicht ausgetragen (Olympische Spiele) | nicht ausgetragen (Olympische Spiele) |
| 1981      | Prag                                  | Andrei Wedernikow                     | Rudy Rogiers                          | Gilbert Glaus                         |
| 1982      | Goodwood                              | Bernd Drogan                          | Francis Vermaelen                     | Jürg Bruggmann                        |
| 1983      | Altenrhein                            | Uwe Raab                              | Niki Rüttimann                        | Andrzej Serediuk                      |
| 1984      | nicht ausgetragen (Olympische Spiele) | nicht ausgetragen (Olympische Spiele) | nicht ausgetragen (Olympische Spiele) | nicht ausgetragen (Olympische Spiele) |
| 1985      | Giavera del Montello                  | Lech Piasecki                         | Johnny Weltz                          | Frank Van De Vijver                   |
| 1986      | Colorado Springs                      | Uwe Ampler                            | John Talen                            | Arjan Jagt                            |
| 1987      | Villach                               | Richard Vivien                        | Hartmut Bölts                         | Alex Pedersen                         |
| 1988      | nicht ausgetragen (Olympische Spiele) | nicht ausgetragen (Olympische Spiele) | nicht ausgetragen (Olympische Spiele) | nicht ausgetragen (Olympische Spiele) |
| 1989      | Chambéry                              | Joachim Halupczok                     | Éric Pichon                           | Christophe Manin                      |
| 1990      | Utsunomiya                            | Mirco Gualdi                          | Roberto Caruso                        | Jean-Philippe Dojwa                   |
| 1991      | Stuttgart                             | Wiktor Rschaksinski                   | Davide Rebellin                       | Beat Zberg                            |
| 1992      | nicht ausgetragen (Olympische Spiele) | nicht ausgetragen (Olympische Spiele) | nicht ausgetragen (Olympische Spiele) | nicht ausgetragen (Olympische Spiele) |
| 1993      | Oslo                                  | Jan Ullrich                           | Kaspars Ozers                         | Lubor Tesař                           |
| 1994      | Capo d’Orlando                        | Alex Pedersen                         | Milan Dvorščík                        | Christophe Mengin                     |
| 1995      | Bogotá                                | Danny Nelissen                        | Daniele Sgnaolin                      | Víctor Becerra                        |

## Medaillenspiegel
| Platz | Land           | Gold | Silber | Bronze | Gesamt |
| ----- | -------------- | ---- | ------ | ------ | ------ |
| 1     | Italien        | 18   | 12     | 8      | 38     |
| 2     | Frankreich     | 7    | 9      | 8      | 24     |
| 3     | Niederlande    | 6    | 2      | 11     | 19     |
| 4     | DDR            | 6    | 1      | 1      | 8      |
| 5     | Belgien        | 5    | 10     | 11     | 26     |
| 6     | Schweiz        | 4    | 8      | 6      | 18     |
| 7     | Dänemark       | 4    | 5      | 4      | 13     |
| 8     | Polen          | 4    | 4      | 1      | 9      |
| 9     | Großbritannien | 2    | 2      | 2      | 6      |
| 10    | Schweden       | 2    | 1      | 3      | 6      |
| 11    | Sowjetunion    | 2    | 1      | 0      | 3      |
| 12    | Deutschland    | 1    | 2      | 3      | 6      |
| 13    | Australien     | 1    | 0      | 0      | 1      |
| 14    | Spanien        | 0    | 1      | 1      | 2      |
| 14    | Luxemburg      | 0    | 1      | 1      | 2      |
| 16    | Brasilien      | 0    | 1      | 0      | 1      |
| 16    | Lettland       | 0    | 1      | 0      | 1      |
| 16    | Slowakei       | 0    | 1      | 0      | 1      |
| 19    | Kolumbien      | 0    | 0      | 1      | 1      |
| 19    | Tschechien     | 0    | 0      | 1      | 1      |
| Total | Total          | 62   | 62     | 62     | 186    |